# Longitarsus luctuosus
Longitarsus luctuosus es un coleóptero de la familia Chrysomelidae. Fue descrita científicamente en 1999 por Biondi.